# زمستان (فیلم ۱۹۳۰)
«زمستان» (انگلیسی: Winter) یک انیمیشن کوتاه از مجموعه سمفونی احمقانه تهیه شده در کمپانی دیزنی به کارگردانی برت جیلت است.